# Sello tipo clave

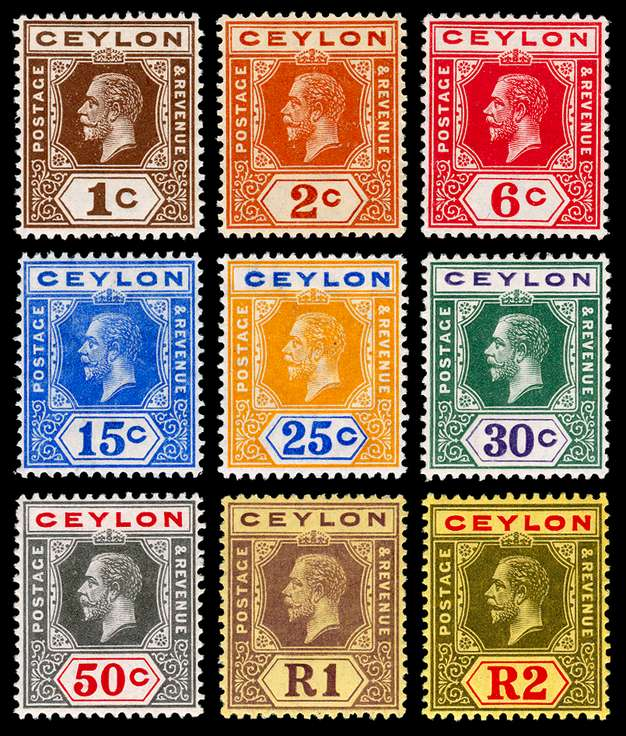
Estos sellos británicos nuevos para su uso en Ceilán ejemplifican el enfoque de la placa clave

Un sello de tipo clave (en inglés: Key type stamps) es un sello postal o timbre fiscal emitido por una autoridad central o gobierno colonial, que se distribuye a múltiples territorios o dependencias. Estas estampillas fueron ampliamente utilizadas en los siglos XIX y XX, y se caracterizan por presentar un diseño uniforme, distinguiéndose únicamente por el sello con el nombre del territorio o colonia hacia donde van dirigidas, así como su valor nominal y, en algunos casos, colores específicos.

## Historia
En el siglo XIX, las potencias coloniales desarrollaron los sellos tipo clave con el fin de producir estampillas de manera eficiente y económica para sus colonias. La imprenta Perkins, Bacon & Co. ideó este sistema y creó sellos para Trinidad (1851), Barbados (1852) y Mauricio (1858), todos con un diseño común de Britannia.
Posteriormente, la idea fue refinada por De La Rue en 1879, cuando el proceso de impresión se dividió en dos mediante el uso de una placa clave (o placa maestra) para el diseño principal, como el retrato del monarca o un símbolo de la potencia colonial, y una placa secundaria independiente para el nombre de cada colonia y el valor.
Este tipo de estampillas a menudo se conocen como sellos de placa clave (key plate stamps). Mientras que los sellos tipo clave (key type stamps) siempre son de un color debido a que se imprimen con una sola placa, los sellos de placa clave se imprimen con dos placas y, por lo tanto, pueden imprimirse con dos tintas diferentes. Este método tiene la ventaja de que la mayor parte del diseño se mantiene igual en cada variante de una serie de sellos, y solo cambian los valores, los nombres y los colores. Los sellos de placa clave fueron ampliamente utilizados en Gran Bretaña, Alemania, Francia, España y Portugal.

## Sellos fiscales
Las placas clave también eran un elemento omnipresente en los timbres fiscales de Birmania (hoy Myanmar), Gran Bretaña, India, Irlanda, Malta y Pakistán. Estos tenían un área en la parte inferior, que se sobreimprimía para indicar el tipo de uso, por ejemplo, Servicio Consular, Nota de Contrato, Notarial, Adhesivo Especial, Acciones y Participaciones. Malta fue el único país que también emitió sellos sin asignar (con la sección inferior aún en blanco).

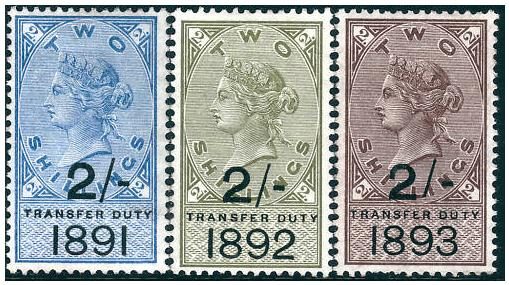
Sellos fiscales británicos de la reina Victoria de 1891 a 1893 asignados para el «impuesto de transferencia»
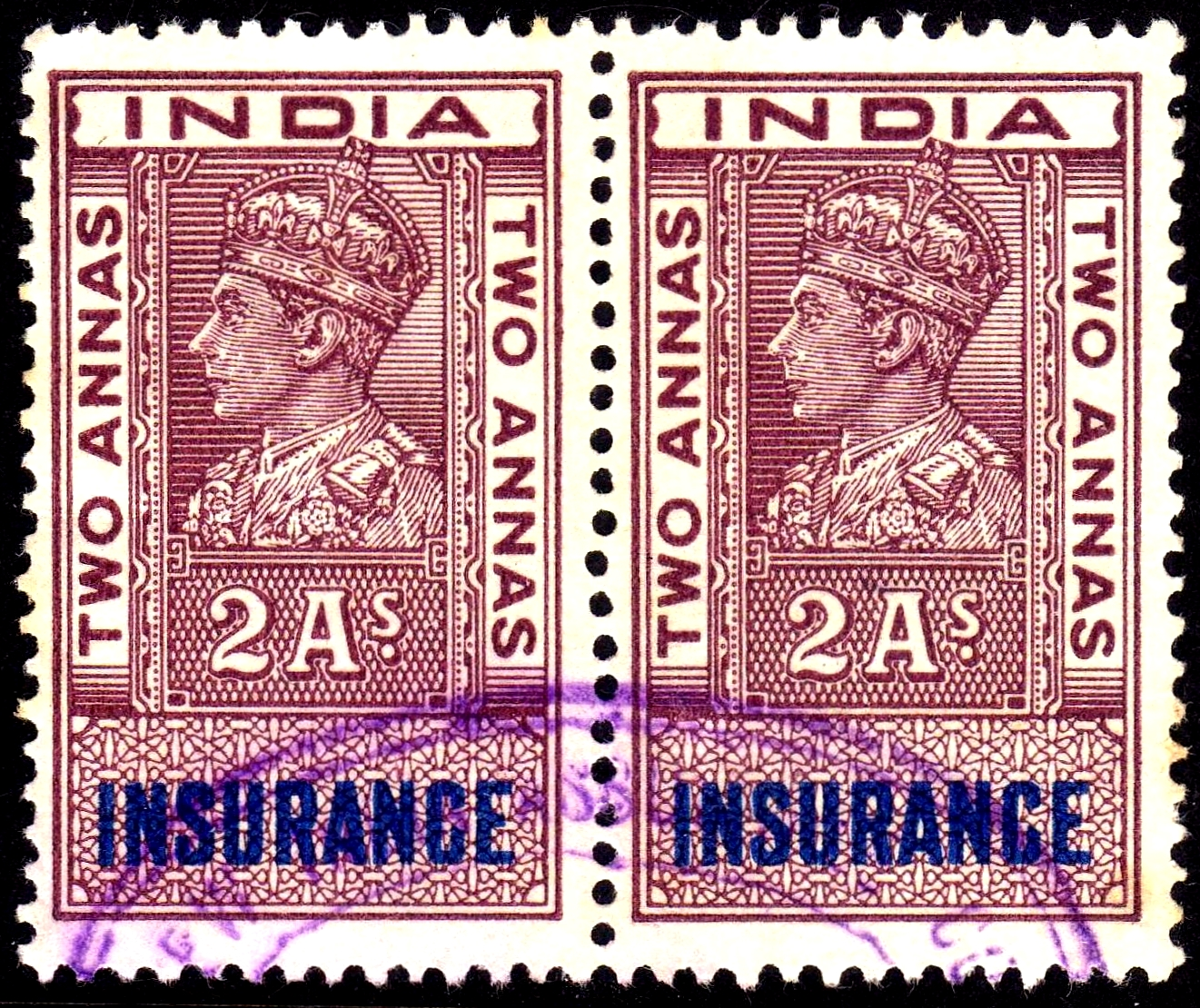
Sello fiscal indio de 1937 del rey Jorge VI destinado a «Seguros»
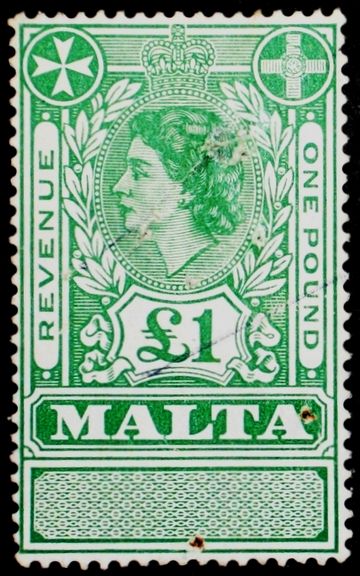
Malta, 1954. Sello fiscal de la reina Isabel II con la sección inferior no asignada